# Aladahalli, Shrirangapattana
Aladahalli là một làng thuộc tehsil Shrirangapattana, huyện Mandya, bang Karnataka, Ấn Độ.